# کاپوت (براندنبورگ)
کاپوت (به آلمانی: Caputh) یک منطقهٔ مسکونی در آلمان است که در Schwielowsee واقع شده‌است. کاپوت ۴٬۵۹۶ نفر جمعیت دارد.